# Gafa (construcció)

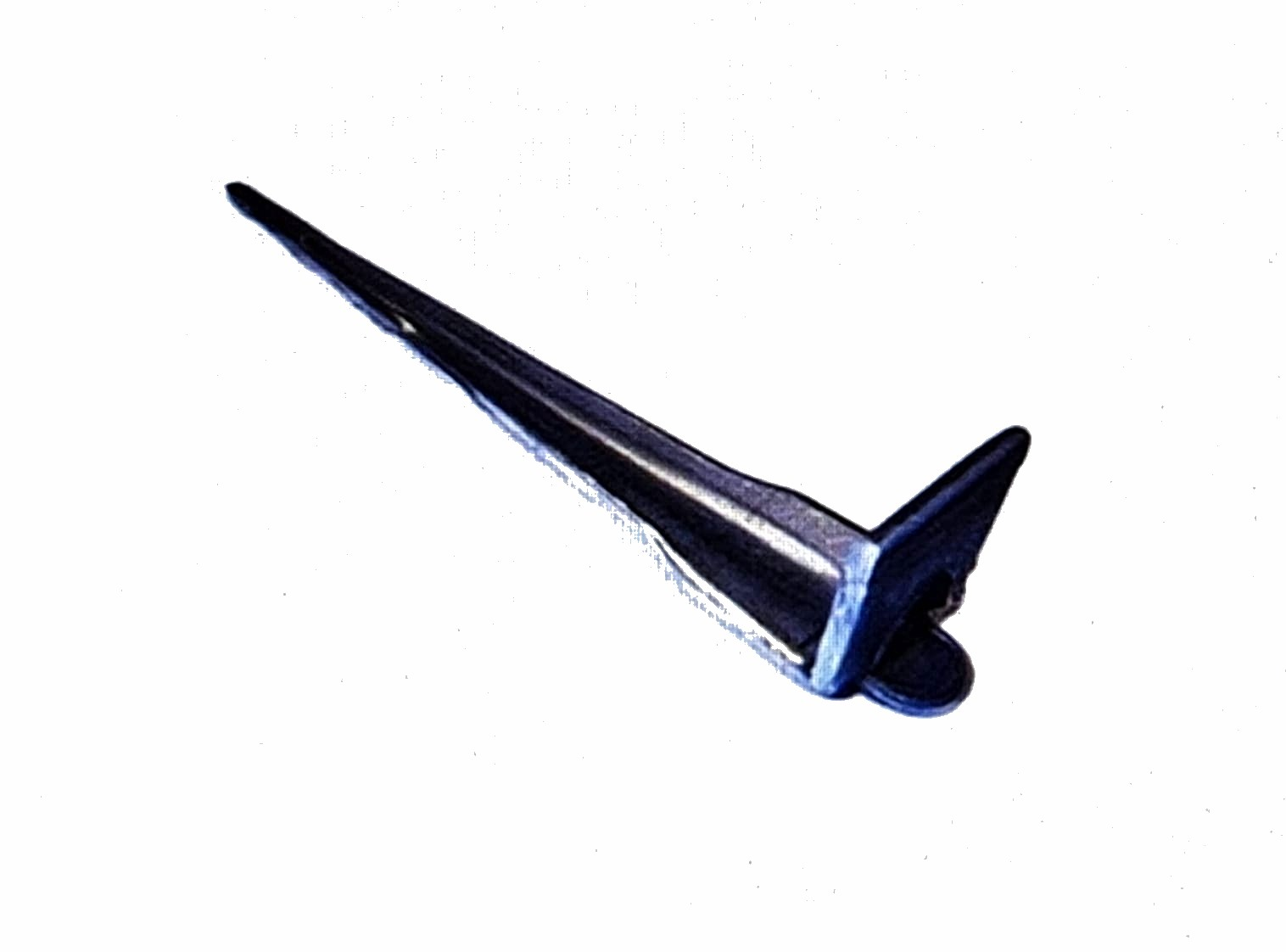
Gafa de bastiment

Una gafa en el món de la construcció, és una peça de metall formant un angle de 90° proveïda d'una punta punxeguda que es clava en el marc de la porta i una altra ampla i plana, que es cimenta dins la paret. S'utilitza per encastar quelcom a la paret, principalment per a fixar peces de fusta a l'obra (p.e.: bastiments).

## Ús

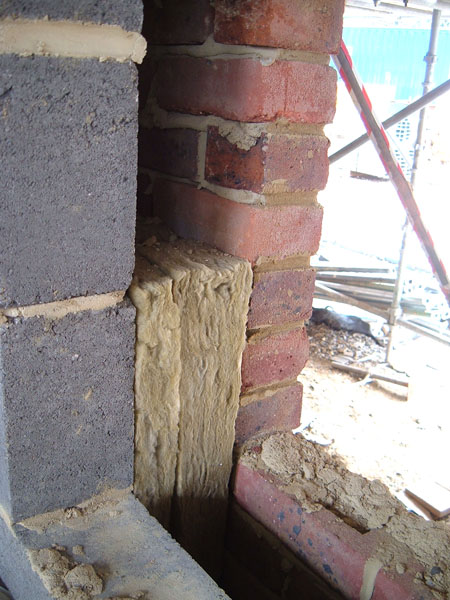
Vora de la paret per posar un bastiment

Normalment s'introdueix dins d'un forat realitzat en la paret, que s'omple amb ciment ràpid el qual un cop fraguat i sec subjectarà el bastiment. La paret pot ser una paret mestra o un envà.